# Oratha significata
Oratha significata är en fjärilsart som beskrevs av Walker 1863. Oratha significata ingår i släktet Oratha och familjen mätare. Inga underarter finns listade i Catalogue of Life.